# Anton Bränholm
Olof Anton Bränholm i riksdagen kallad Bränholm i Mölnbacka, född 9 juli 1886 i Hammerdal, död 11 december 1950 i Nedre Ullerud, var en svensk skogsförvaltare och politiker (folkpartist). 
Anton Bränholm, som var son till en faktor, genomgick skogsutbildning i Bispgården och var skogsförvaltare från 1917 och framåt hos AB Mölnbacka-Trysil. Han var ledamot i Nedre Ulleruds landskommuns kommunalfullmäktige och i Värmlands läns landsting. Han var även riksdagsledamot i andra kammaren den 23 januari-31 december 1948 för Värmlands läns valkrets.